# C’est la vie (singel Claude’a)
C’est la vie – singel holendersko-kongijskiego piosenkarza Claude’a wydany 27 lutego 2025 roku, nakładem wytwórni Cloud 9. Kompozycja reprezentowała Holandię w 69. Konkursie Piosenki Eurowizji (2025).

## Tło i kompozycja
Utwór został napisany i skomponowany przez samego wokalistę we współpracy z Arno Krabman, Joren van der Voort i Léon Paul Palmen przy czym Joren i Léon odpowiadają również za produkcję. Piosenkarz opisując utwór wyjaśnił, że jest on kierowany do jego rodziców, a konkretnie do jego matki. Jak stwierdził: „Od najmłodszych lat i przez całe dzieciństwo uczono mnie dostrzegać pozytywne aspekty doświadczeń życiowych, nawet w obliczu przeciwności losu. Nawet jeśli wszystko wydawało się bardzo mroczne, zawsze istnieje jakiś promyk nadziei, na którym warto się skupić. Właśnie tę myśl pragnę przekazać”. Teledysk do utworu został opublikowany 27 lutego 2025 na kanale Eurovision Song Contest, za reżyserię klipu odpowiada Ivan Boljat a choreografię stworzyła Emma Evelein.

## Konkurs Piosenki Eurowizji
23 października 2024 holenderski nadawca potwierdził swój udział w Konkursie Piosenki Eurowizji 2025 i ujawnił że swojego reprezentanta wybierze wewnętrznie, po tym jak Joost Klein odrzucił propozycję ponownego reprezentowania kraju. 19 grudnia 2024 stacja ogłosiła, że na reprezentanta wybrano Claude’a. 13 lutego 2025 ogłoszono tytuł utworu „C’est la vie”, a jego premiera miała miejsce 27 lutego. 

## Notowania
| Kraj            | Lista (2025)                      | Najwyższa pozycja |
| --------------- | --------------------------------- | ----------------- |
| Austria         | Ö3 Austria Top 40                 | 63                |
| Belgia          | Ultratop 50 Singles (Flandria)    | 49                |
| Finlandia       | Suomen virallinen lista – Singlet | 44                |
| Grecja          | IFPI Greece International         | 14                |
| Holandia        | Dutch Top 40                      | 1                 |
| Holandia        | Single Top 100                    | 2                 |
| Islandia        | Tónlistinn                        | 13                |
| Litwa           | Singlų Top 100                    | 13                |
| Norwegia        | VG-lista                          | 67                |
| Szwajcaria      | Singles Top 100                   | 23                |
| Szwecja         | Sverigetopplistan                 | 53                |
| Wielka Brytania | UK Indie Breakers                 | 17                |
| Wielka Brytania | UK Download Chart                 | 52                |
| Wielka Brytania | UK Singles Sales                  | 55                |